# Leo Hjelde
Leo Hjelde, né le 26 août 2003 à Nottingham en Angleterre, est un footballeur norvégien, qui évolue au poste d'arrière gauche au Sunderland AFC.

## Biographie

### En club
Né à Nottingham en Angleterre, Leo Hjelde est formé en Norvège, au SK Trygg/Lade, puis au Rosenborg BK avant de rejoindre à 15 ans le Celtic FC, club avec lequel il signe un contrat de trois ans, et où il poursuit sa formation.
Le 22 janvier 2021, Leo Hjelde rejoint le Ross County sous la forme d'un prêt jusqu'à la fin de la saison.
C'est avec ce club qu'il joue son premier match en professionnel, le 23 janvier 2021, lors d'une rencontre de championnat face au Glasgow Rangers. Il est titularisé lors de cette rencontre perdue par son équipe (5-0 score final).
Le 27 août 2021, Leo Hjelde quitte définitivement le Celtic, où il n'aura jamais joué avec l'équipe première, et rejoint Leeds United. Il signe un contrat courant jusqu'en juin 2025 avec le club anglais.
Le 16 janvier 2022, Hjelde joue son premier match avec Leeds lors d'une rencontre de Premier League face à West Ham United. Il entre en jeu à la place de Júnior Firpo et son équipe s'impose par trois buts à deux. Cette apparition fait de lui le plus jeune joueur norvégien de l'histoire de la Premier League.
Le 30 janvier 2024, durant le mercato hivernal, Leo Hjelde signe en faveur du Sunderland AFC pour un contrat courant jusqu'en juin 2028.

### En sélection
Leo Hjelde est sélectionné avec l'équipe de Norvège des moins de 17 ans de 2019 à 2020, jouant un total de six matchs.
Le 12 novembre 2021, Leo Hjelde joue son premier match avec l'équipe de Norvège espoirs face à la Finlande. Il est titularisé et son équipe s'impose par trois buts à un.

## Vie privée
Leo Hjelde est le fils de Jon Olav Hjelde (en), ancien footballeur professionnel norvégien.